# Rifugiati ciprioti
I rifugiati ciprioti sono i cittadini o i residenti di Cipro che avevano la loro residenza principale (o di possedere semplicemente proprietà) in un'area evacuata con la forza durante il conflitto di Cipro. Il governo di Cipro riconosce come rifugiati anche i discendenti dei rifugiati originari di linea maschile indipendentemente dal luogo di nascita.

## Contesto: 1963-1974
La tensione iniziò nel 1963 quando Makarios propose tredici emendamenti alla costituzione della Repubblica di Cipro. I turco-ciprioti si opposero alla proposta poiché la consideravano un tentativo di rimuovere le loro garanzie costituzionali che i greco-ciprioti ritenevano problematiche nella condotta di governo. Il 21 dicembre 1963 scoppiarono scontri tra greco-ciprioti e turco-ciprioti scatenando un'ondata di violenza in tutta l'isola. Di fronte alla violenza dei paramilitari greco-ciprioti, a favore dell'unificazione con la Grecia ( enōsis), migliaia di turco-ciprioti fuggirono dalle loro proprietà nelle enclavi a maggioranza turco-cipriota, protetti dalle truppe turche. Nel 1974, un tentativo di colpo di stato sponsorizzato dalla giunta militare greca del 1967-1974 che allora governava la Grecia, nello sforzo di rovesciare il governo cipriota e unire l'isola alla Grecia, si scontrò con un'invasione militare dell'isola da parte della Turchia, che sostenne di agire come potenza garante per impedire l'annessione dell'isola secondo il Trattato di Garanzia. La successiva occupazione turca decennale della parte settentrionale di Cipro suscitò una diffusa condanna internazionale.

## Post-1974
La Turchia, nell'invasione turca di Cipro del 1974, avanzò fino ad occupare circa il 38% dell'isola a nord della Repubblica di Cipro, trasformando così l'obiettivo turco-cipriota del taksim (spartizione dell'isola di Cipro in porzioni turche e greche, un concetto dichiarato già nel 1957 dal Dr. Fazil Küçük) in realtà. I greco-ciprioti del nord (quasi la metà della popolazione greco-cipriota dell'isola) furono costretti dall'avanzata dell'esercito turco a fuggire a sud. Allo stesso modo, i turco-ciprioti che non erano già fuggiti nelle enclavi durante le violenze intercomunitarie scelsero di andare a nord.
Si stima che il 40% della popolazione greca di Cipro, così come la popolazione turco-cipriota, rimasero sfollate dall'invasione turca. Le cifre per gli sfollati ciprioti interni variano: la forza unita di mantenimento della pace a Cipro (UNFICYP) stima 165.000 greco-ciprioti e 45.000 turco-ciprioti. L'UNHCR registra cifre leggermente più alte, rispettivamente di 200.000 e 65.000 persone, in parte basate sulle statistiche ufficiali cipriote che registrano come rifugiati i bambini delle famiglie sfollate.
Il 2 agosto 1975, le due parti raggiunsero a Vienna l'Accordo sullo scambio volontario di popolazione, attuato sotto gli auspici delle Nazioni Unite. In conformità con questo accordo, i turco-ciprioti rimasti nel sud si trasferirono al nord e i greco-ciprioti rimasti nel nord si spostarono al sud con l'eccezione di poche centinaia di greco-ciprioti che scelsero di risiedere nel nord. Successivamente, la separazione delle due comunità attraverso la Linea Verde pattugliata dall'ONU proibì il ritorno di tutti gli sfollati interni.
Nel corso degli anni, i greco-ciprioti hanno fatto numerose manifestazioni chiedendo di tornare alle loro proprietà, come quando migliaia di donne greco-cipriote tentarono di tornare alle loro case e proprietà nel 1989 ma senza successo. Un certo numero di greco-ciprioti scelse di portare il loro caso dinanzi alla Corte europea dei diritti dell'uomo contro la Turchia, sostenendo che le loro case furono occupate da lavoratori migranti portati dalla Turchia con l'intenzione di alterare la demografia dell'isola.
Nel 1990, le domande presentate alla Corte europea dei diritti dell'uomo per conto di 18 greco-ciprioti nel caso Varnava e altri c. Turchia, portò a una decisione del 18 settembre 2009 che condannò la Turchia a pagare entro tre mesi a ciascun richiedente € 12.000 per danni non patrimoniali e € 8.000 per i costi e le spese.
Nel 1999, l'UNHCR interruppe le sue attività di assistenza agli sfollati interni a Cipro.
Né le popolazioni sfollate greco-cipriote né turco-cipriote furono considerate bisognose di aiuti umanitari. Il governo greco-cipriota istituì un programma di alloggi e aiuti per gli sfollati. Questo programma abitativo dava proprietà ai rifugiati turco-ciprioti ai profughi greco-ciprioti. Essi beneficarono anche del boom turistico nel sud dell'isola.
I soccorsi turco-ciprioti arrivarono principalmente sotto forma di aiuti economici dalla Turchia, nonché con l'assegnazione di case e proprietà ex greco-cipriote. Entrambe le parti avevano lo stesso programma abitativo, sfruttando le proprietà abbandonate.
Nell'aprile 2003, il presidente turco-cipriota Rauf Denktaş aprì il valico di frontiera per la prima volta dalla divisione dell'isola, consentendo sia ai greci che ai turco-ciprioti di vedere le loro proprietà per la prima volta dalla separazione delle due comunità. Da allora le procedure di attraversamento sono state allentate, consentendo ai ciprioti di entrambe le comunità di muoversi in modo relativamente libero attraverso l'isola.
Si sperava che l'adesione di Cipro all'Unione europea avrebbe dato un impulso alla riunificazione dell'isola e, nel 2004, il piano Annan sostenuto dall'ONU venne sottoposto a referendum su entrambi i lati dell'isola. Il piano prevedeva uno stato federale bicomunitario e bizonale, con concessioni territoriali da parte turco-cipriota, ma solo un diritto limitato al ritorno per i greco-ciprioti sfollati. Il piano fu accettato dai turco-ciprioti ma respinto dai greco-ciprioti. Cipro in seguito entrò nell'UE come un'isola divisa. Furono avviati vari cicli di negoziazioni tra i leader delle due comunità cipriote nel 2008-2012, nel 2014 e nel 2015-2017.

## Azione legale

### Toumazou et al. c.Repubblica di Turchia et al.
Nell'ottobre 2009, fu intentata una causa contro gli uffici di rappresentanza della TRNC e HSBC a Washington per la vendita di proprietà greco-cipriote a Cipro del Nord. In data 30 settembre 2014 il giudice archiviò la causa con pregiudizio per incompetenza.

## Status giuridico degli sfollati greco-ciprioti e turco-ciprioti
Gli sfollati greco-ciprioti e turco-ciprioti rientrarono nella definizione delle Nazioni Unite di "sfollati interni". Il governo degli Stati Uniti considera "rifugiati" i greco-ciprioti sfollati a causa della divisione dell'isola nel 1974.